# Józef Walicki
Józef Walicki, ps. „Walbach” (ur. 27 maja 1903 w Przeczni, zm. 28 maja 1942 w Magdalence) – hubalczyk,  rotmistrz Wojska Polskiego II Rzeczypospolitej.

## Życiorys
Urodził się w rodzinnym majątku jako syn Michała i Zofii z Łuczyckich. Jego stryjem był Tadeusz Walicki. Przed wojną służył w 17 pułku Ułanów Wielkopolskich w Lesznie. W kampanii wrześniowej był porucznikiem w szwadronie kolarzy. Ciężko ranny podczas walk pułku pod Sobotą. Przebywał w majątku swego szwagra Stanisława Freytaga w Rożenku koło Opoczna. Nawiązał łączność z grupami ruchu oporu w Tomaszowie Mazowieckim i brał udział w spotkaniu przywódców tych grup. Dołączył po Nowym Roku do oddziału mjr. Henryka Dobrzańskiego. Był dowódcą szwadronu po przekształceniu się oddziału w regularną jednostkę wojskową. Odszedł 13 marca po demobilizacji.
Powrócił do pracy w konspiracji, gdzie był w Tomaszowie komendantem obwodu ZWZ i funkcję tę pełnił do 10 lipca 1940 roku. Występował pod nazwiskiem Łoza. Prawdopodobnie w późniejszym okresie przeniósł się do Warszawy, gdzie został aresztowany. Osadzony na Pawiaku.
28 maja 1942 roku rozstrzelany w Magdalence pod Warszawą. Odznaczony Krzyżem Virtuti Militari.